# Ang Mey
Ang Mey, född 1815, död december 1874, var regerande drottning av Kambodja mellan januari 1835 och augusti 1840, samt 1844–1845. Hon var i praktiken en marionett under vietnamesisk kontroll.

## Biografi
Ang Mey var dotter till kung Ang Chan II och Anak Munang Krachap. 1843 var Ang Chan tvungen att fly till södra Vietnam, men återvände till Oudong ett år senare, i sällskap med Truong Minh Giang, en vietnamesisk general som upprätthöll säkerheten.
Hennes far avled 1834: han hade inga söner, men fyra döttrar, av vilka hon var den näst äldsta. Hennes två farbröder gjorde anspråk på tronen, men general Truong Minh Giang lyckades avstyra att någon av Ang Chans bröder valdes till kung, eftersom de båda var vasaller till kungen av Siam. Efter att den äldsta dottern Ang Baen vägrade gifta sig med den vietnamesiske kejsarens son, tillsatte Truong Minh Giang Ang Chans dotter Ang Mey som skuggregent under vietnamesisk kontroll. Kejsaren av Vietnam tvingades dock ge upp planen att arrangera ett äktenskap mellan henne och sin son på grund av oppositionen inom den kambodjanska adeln. 
Ang Mey beskrivs som en vietnamesisk marionett och vietnameserna styrde fritt under hennes regeringstid och genomförde ett vietnamiseringsprogram som väckte stort missnöje. Själv hölls hon och hennes systrar under bevakning av en vietnamesisk hedersvakt. 1840 försökte hennes syster Ang Baen fly, och tillfångatogs och mördades av vietnameserna. Ang Mey och hennes systrar och de kungliga regalierna fördes då till Vietnam. Krig bröt ut mellan Siam, som försökte installera hennes farbror på tronen, och Vietnam i Kambodja. Hon återfördes med sina systrar till Phnom Penh 1844.
Året därpå slöts fred, och Vietnam och Siam kom överens om att hon och hennes farbror skulle bli samregenter. När hennes farbror kröntes 1845, utropades hon dock inte till hans medregent utan endast som hans tronarvinge. Ang Mey fick dock aldrig efterträda sin farbror. Hon gifte sig med en okänd man och fick två döttrar, och hennes återstående liv var anonymt och tillbakadraget.